# Copa Intercontinental Sub-20
La Copa Intercontinental Sub-20 de la UEFA-CONMEBOL, Sub-20 Intercontinental o simplemente Copa Intercontinental Sub-20, es un campeonato de fútbol en formato de final única organizado por la CONMEBOL y la UEFA. El partido lo disputan los ganadores de las competiciones de clubes juveniles sudamericana y europea, la Copa Libertadores Sub-20 y la Liga Juvenil de la UEFA, respectivamente. Es un campeonato juvenil equivalente a la antigua Copa Intercontinental de mayores que enfrentaba a los clubes campeones de la Liga de Campeones de UEFA y la Copa Libertadores. La competencia se lanzó en el 2022 como parte de un acuerdo entre la CONMEBOL y la UEFA, siendo Benfica el primer campeón al vencer a Peñarol por 1 a 0 en el Estadio Centenario de Montevideo, Uruguay.
Es el cuarto torneo organizado en conjunto por la CONMEBOL y la UEFA; después de la Copa Intercontinental, la Supercopa Intercontinental y la Copa de Campeones Conmebol-UEFA.

## Historia
El 12 de febrero de 2020, la UEFA y la CONMEBOL firmaron un memorando de entendimiento (MoU —por su sigla en inglés memorandum of understanding—) para la cooperación entre las dos confederaciones. Como parte del acuerdo, un comité conjunto UEFA-CONMEBOL examinó la posibilidad de organizar partidos intercontinentales europeo-sudamericanos, tanto para fútbol masculino como femenino. El 15 de diciembre de 2021, la UEFA y la CONMEBOL ampliaron el MoU hasta 2028, incluyendo la apertura de una oficina conjunta en Londres y la posible organización de varios eventos futbolísticos.
El 2 de junio de 2022, al día siguiente de la celebración de la Finalissima 2022, CONMEBOL y UEFA anunciaron una serie de nuevos eventos entre equipos de las dos confederaciones. Esto incluyó un partido entre los ganadores de la Copa Libertadores Sub-20 y los ganadores de la Liga Juvenil de la UEFA (competencia Sub-19). La primera edición se realizó el 21 de agosto en el Estadio Centenario de Montevideo, Uruguay, en el cual Benfica venció por 1-0 a Peñarol. La segunda edición se llevó a cabo el 9 de septiembre de 2023 en el Estadio Alberto J. Armando donde Boca Juniors se impuso por penales al Alkmaar Zaanstreek.

## Resultados
| Año           | Sede                    | Campeón      | Resultado      | Subcampeón |
| ------------- | ----------------------- | ------------ | -------------- | ---------- |
| 2022 Detalles | Montevideo, Uruguay     | Benfica      | 1:0            | Peñarol    |
| 2023 Detalles | Buenos Aires, Argentina | Boca Juniors | 1:1 (4:1 pen.) | AZ Alkmaar |
| 2024 Detalles | Río de Janeiro, Brasil  | Flamengo     | 2:1            | Olympiakos |

## Palmarés

### Títulos por club
En cursiva, se indica el torneo en que el equipo disputó el partido en su país.
| Equipo             | Campeón  | Subcampeón |
| ------------------ | -------- | ---------- |
| Benfica            | 1 (2022) |            |
| Boca Juniors       | 1 (2023) |            |
| Flamengo           | 1 (2024) |            |
| Peñarol            |          | 1 (2022)   |
| Alkmaar Zaanstreek |          | 1 (2023)   |
| Olympiakos         |          | 1 (2024)   |

### Títulos por país
| País         | Títulos |
| ------------ | ------- |
| Portugal     | 1       |
| Argentina    | 1       |
| Brasil       | 1       |
| Uruguay      | 0       |
| Países Bajos | 0       |
| Grecia       | 0       |

### Títulos por confederación
| Confederación              | Títulos |
| -------------------------- | ------- |
| Conmebol (América del Sur) | 2       |
| UEFA (Europa)              | 1       |